# Rue Achille-Martinet
La rue Achille-Martinet est une rue du 18e arrondissement de Paris.

## Situation et accès
Ce site est desservi par la station de métro Lamarck - Caulaincourt.

## Origine du nom
Cette rue est ouverte en 1881 et nommée d'après Achille Martinet (Paris, 1806 – Paris, 1877), un graveur. Premier grand prix de Rome en 1830, Achille Martinet passe trois ans à la villa Médicis, alors dirigée par Ingres. Élu membre de l'Institut, section Beaux Arts, il est élevé la même année au grade d'officier de la Légion d'honneur. Il a gravé de nombreuses œuvres de Rembrandt, Murillo, Scheffer[Lequel ?], Fleury, Ingres… Son frère, Alphonse Martinet, était également graveur.

## Historique
Cette voie est ouverte sous sa dénomination actuelle en 1881 et est classée dans la voirie de Paris par un arrêté du 22 janvier 1970.

## Bâtiments remarquables et lieux de mémoire
Au 5 de la rue se trouve l'antenne de police administrative de la préfecture de police du 18e arrondissement.